# محجه، سوریا
محجه (به عربی: محجة) یک روستا در سوریه است که در ازرع واقع شده‌است. محجه ۹٬۹۸۲ نفر جمعیت دارد.